# North Wales TV
Local TV North Wales (tipografía como LOCAL TV North Wales, y formalmente llamada North Wales TV y Made in North Wales) es una estación de televisión local británica que presta servicios a Mold, Denbigh, Ruthin y sus alrededores. La estación es propiedad y está operada por Local Television Limited y forma parte de un grupo de ocho estaciones locales de televisión.
El personal de producción local de la estación tiene su sede en las oficinas de Wrexham.

## Visión general
En enero de 2014, el regulador de transmisión OFCOM anunció que había otorgado a Bay TV una licencia para transmitir el servicio de televisión local para Mold y áreas circundantes, una de las licencias más pequeñas de su tipo en el Reino Unido.
Un año antes, los propietarios de Bay TV Clwyd ya habían obtenido una licencia para el área de Liverpool. pero a la empresa se le negó una licencia para ejecutar un servicio para el área de Bangor en Gwynedd, En medio de preocupaciones sobre la viabilidad de la estación propuesta.
Bay TV Clwyd comenzó a transmitir en octubre de 2014, pero la compañía dijo que se ha enfrentado a largas demoras debido a problemas con el transmisor Moel-y-Parc. El servicio Liverpool de Bay TV comenzó a transmitir en diciembre de 2014, pero entró en administración en agosto de 2016. Se vendió a Made Television poco después y dejó de emitirse dos meses después antes de convertirse en Made in Liverpool.
En marzo de 2017, Made Television anunció que había adquirido la licencia Mold y que lanzaría el servicio como Made in North Wales el mes siguiente. La estación abrió a las 6 pm el miércoles 26 de abril de 2017, transmitiendo en el canal 8 de Freeview.
Antes de su lanzamiento, la Welsh Language Society (Cymdelthas yr lith Gymraeg) programando desde Liverpool y prometiendo un único programa semanal de media hora en idioma galés. En respuesta, la compañía dijo que había contratado personal de producción para trabajar en Mold y que el canal estaba vinculado a los estudios de Liverpool como parte de su infraestructura. Las oficinas locales del canal fueron luego transferidas a Wrexham y en noviembre de 2017, la producción de programas locales fue transferida a otras estaciones de Made TV.
El jueves 25 de mayo de 2017, Made In North Wales y sus canales hermanos comenzaron a llevar la programación adquirida de la versión del Reino Unido e Irlanda del canal de entretenimiento factual TruTV como parte de un acuerdo de suministro con Sony Pictures Television. La estación transmite simultáneamente TruTV en dos bloques diarios de 1 a 5 p. m. Y de 9 p. m. a 1 a. m. (8 p. m. a medianoche los martes para dar cabida a America's Got Talent). En noviembre de 2017, la red Made transmitió simultáneamente CBS Reality durante once horas al día.

## Programación
North Wales TV Se requiere transmitir un promedio de seis horas y 42 minutos a la semana de programación local de primera ejecución.
A partir de febrero de 2018, el único programa local de la estación es North Wales Live, Bloque rodante de noticias locales pregrabadas, deportes y características que se transmiten todos los días de la semana de 6 a 9 pm.
El programa semanal de media hora en galés, Made Cymraeg, se transmite los domingos por la tarde.Los programas producidos por las otras estaciones de Local TV Ltd también se transmiten en el canal junto con la programación adquirida de productores independientes y otras emisoras de todo el Reino Unido.incluido el bloque de programación tres veces al día de CBS Reality, que se transmite de 9 a 11 a. m., de 1 a 5 p. m. y de 9 p. m. a 2 a. m.